# Territorium (suverænitet)
 For alternative betydninger, se Territorium. (Se også artikler, som begynder med Territorium)
Et lands territorium er det område på landjorden og i havet ud for landets kyst, som den pågældende stat har suverænitet over. Territoriets omfang og grænser er fastlagt ved mere eller mindre fredelige reguleringer i historiens løb. Tidligere blev territoriet ofte bestemt gennem forhold som tradition, erobringer, fredsslutninger og fyrsters ægteskaber eller arvekrav, mens man i dag ofte vil påberåbe sig folkeretten eller (modsat) princippet om "ikke-indblanding i fremmede staters indre anliggender".
Hvis man betragter territoriet som en bestemt befolkningsgruppes retmæssige hjemstavn, nærmer begrebet sig den anden betydning, som det har, nemlig hvor det drejer sig om en populations, et pars eller et individs ynglerevir. Se yngleterritorium. Denne brug af ordet volder store etiske og folkeretlige problemer i forbindelse med mindretalsrettigheder, folkefordrivelser og etniske udrensninger.
Den del af en stats territorium, der er hav, benævnes gerne søterritoriet. I Danmark er søterritoriet ikke en del af kommunerne, men er underlagt staten.